# Alvados
Alvados é uma localidade portuguesa do Município de Porto de Mós que foi sede da extinta Freguesia de Alvados, freguesia que tinha 1,03 km² de área e 497 habitantes (2011), e, por isso, uma densidade populacional de 42,5 hab./km².
A Freguesia de Alvados foi extinta (agregada) em 2013, no âmbito de uma reforma administrativa nacional, para, em conjunto com Alcaria formar uma nova freguesia denominada União das Freguesias de Alvados e Alcaria da qual é a sede.
Nesta localidade, cujo território é atravessado pelo Parque Natural das Serras de Aire e Candeeiros, situam-se as grutas naturais mais espectaculares e mais bem preservadas de Portugal: as Grutas de Alvados.[carece de fontes?]

## População
| População da Freguesia de Alvados | População da Freguesia de Alvados | População da Freguesia de Alvados | População da Freguesia de Alvados | População da Freguesia de Alvados | População da Freguesia de Alvados | População da Freguesia de Alvados | População da Freguesia de Alvados | População da Freguesia de Alvados | População da Freguesia de Alvados | População da Freguesia de Alvados | População da Freguesia de Alvados | População da Freguesia de Alvados | População da Freguesia de Alvados | População da Freguesia de Alvados |
| --------------------------------- | --------------------------------- | --------------------------------- | --------------------------------- | --------------------------------- | --------------------------------- | --------------------------------- | --------------------------------- | --------------------------------- | --------------------------------- | --------------------------------- | --------------------------------- | --------------------------------- | --------------------------------- | --------------------------------- |
| 1864                              | 1878                              | 1890                              | 1900                              | 1911                              | 1920                              | 1930                              | 1940                              | 1950                              | 1960                              | 1970                              | 1981                              | 1991                              | 2001                              | 2011                              |
| 1 154                             | 1 214                             | 1 276                             | 1 443                             | 1 476                             | 1 539                             | 1 712                             | 984                               | 843                               | 761                               | 572                               | 567                               | 554                               | 558                               | 497                               |

Com lugares desta freguesia (e da freguesia de Serro Ventoso) foi criada, em 1933, a freguesia de São Bento.

## Património
- Igreja de Nossa Senhora da Consolação
- Grutas de Alvados
- Grutas de Santo António